# Municipio Ocosingo
Koordinaten: 16° 54′ N, 92° 6′ W
Ocosingo ist das größte Municipio im mexikanischen Bundesstaat Chiapas. Es befindet sich im östlichen Teil des Bundesstaates und beherbergt Teile der Montañas del Oriente und der Selva Lacandona. Der Name Ocosingo kommt aus dem Nahuatl und bedeutet „Ort des schwarzen Mannes“.

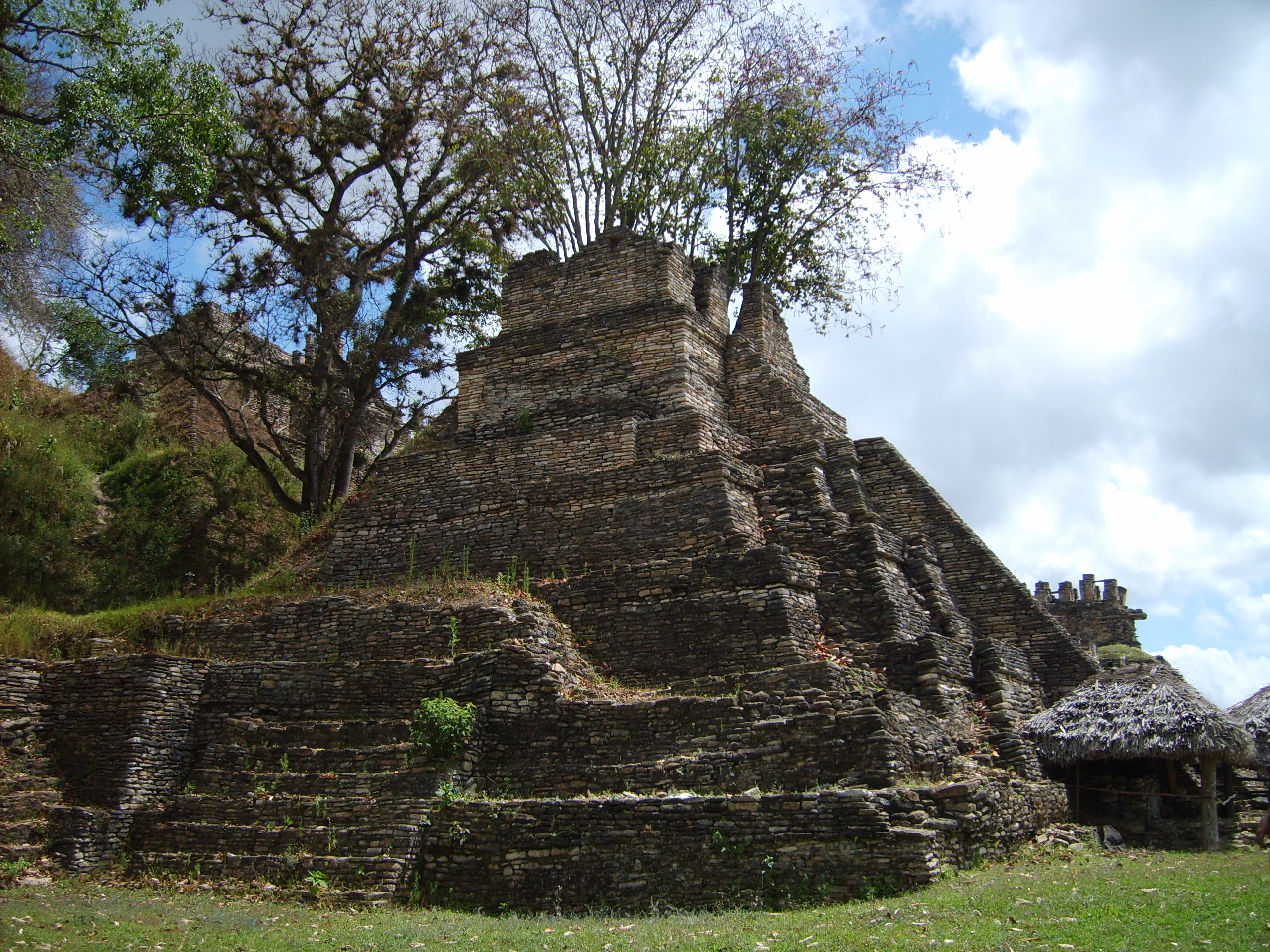
Pyramide in Toniná

Das Municipio hat knapp 200.000 Einwohner und eine Fläche von 9520,1 km². Verwaltungssitz und größte Stadt des Municipios ist das gleichnamige Ocosingo. Im Municipio Ocosingo befindlich sind die archäologischen Stätten Yaxchilán, Bonampak und Toniná, außerdem mehrere Naturschutzgebiete. Ocosingo gilt als Hochburg der Zapatistischen Armee der Nationalen Befreiung, einer indigenen Guerillaorganisation in Chiapas.

## Geographie

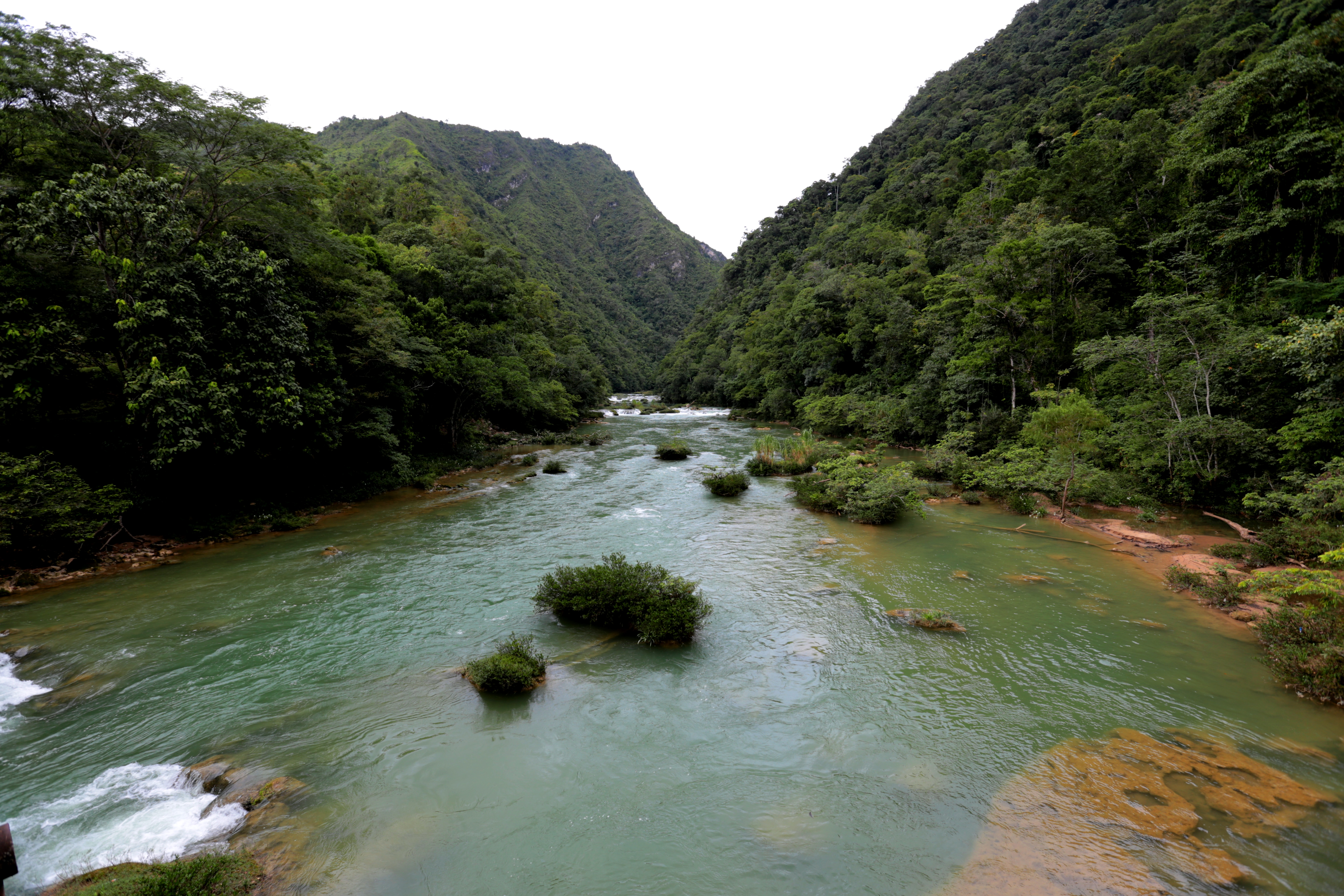
Der Río Jataté im Municipio Ocosingo

Das Municipio Ocosingo liegt im Osten des mexikanischen Bundesstaats Chiapas auf Höhen unter 2000 m. Es zählt zur Gänze zur physiographischen Provinz der Sierra Madre de Chiapas und vollständig in der hydrologischen Region Grijalva-Usumacinta. Die Geologie des Municipios wird zu 62 % von Kalkstein bestimmt bei 25 % Sandstein-Lutit, 8 % schluffigem Sandstein und 4 % Alluvionen; vorherrschende Bodentypen sind Luvisol (28 %), Leptosol (26 %), Phaeozem (18 %), Cambisol (10 %) und Umbrisol (5 %). Etwa 83 % der Gemeindefläche sind bewaldet, 13 % sind von Weideland eingenommen.
Das Municipio Ocosingo grenzt an die Municipios Palenque, Chilón, San Juan Cancuc, Oxchuc, Altamirano, Las Margaritas, Maravilla Tenejapa, Marqués de Comillas und Benemérito de las Américas sowie an die Republik Guatemala. Die Grenze zu Guatemala wird durch den Fluss Usumacinta gebildet. 

## Bevölkerung
Beim Zensus 2010 wurden im Municipio 198.877 Menschen in 33.378 Wohneinheiten gezählt. Davon wurden 133.811 Personen als Sprecher einer indigenen Sprache registriert, darunter 114.171 Sprecher des Tzeltal, 7.732 Sprecher des Chol, 1.529 Sprecher des Tzotzil, 990 Sprecher des Zoque und 849 Sprecher des Mayathan. Knapp 28 Prozent der Bevölkerung waren Analphabeten. 50.581 Einwohner wurden als Erwerbspersonen registriert, wovon gut 86 % Männer bzw. 1,4 % arbeitslos waren. Knapp 60 % der Bevölkerung lebten in extremer Armut.

## Orte
Das Municipio Ocosingo umfasst 1114 bewohnte localidades, von denen der Hauptort sowie Nueva Palestina, Frontera Corozal, Tenango und Abasolo vom INEGI als urban klassifiziert sind. 30 Orte hatten beim Zensus 2010 zumindest 1000 Einwohner, 831 Orte hatten weniger als 100 Einwohner. Die größten Orte sind:
| Ort               | Einwohner |
| Ocosingo          | 41.878    |
| Nueva Palestina   | 10.588    |
| Frontera Corozal  | 05.184    |
| Tenango           | 04.436    |
| Abasolo           | 02.884    |
| Damasco           | 02.380    |
| Taniperla         | 02.106    |
| San Quintín       | 01.732    |
| Cristóbal Colón   | 01.623    |
| Santo Domingo     | 01.584    |
| Cintalapa         | 01.571    |
| Perla de Acapulco | 01.527    |
| Santa Elena       | 01.508    |
| El Censo          | 01.500    |

## Sonstiges
Im Municipio ist die 1987 unter Mitwirkung der katholischen Kirche gegründete Organización Regional de Cafeticultores de Ocosingo (ORCAO, deutsch: Regionale Organisation der Kaffeebauern von Ocosingo), eine von Kaffeeunternehmern und Grundbesitzern finanzierten paramilitärischen Gruppe aktiv, die wiederholt für Entführungen und Angriffe auf zapatistische Gemeinden verantwortlich war. Die anfangs indigenen Anliegen wohlgesonnen scheinende Organisation führte 2001 gescheiterte Verhandlungen mit den Zapatisten, nachdem die ORCAO die Reprivatisierung von Grundbesitz forderte. Der Nationale Indigenenkongress (CNI) zählte zwischen 2019 und 2023 mehr als 100 von ORCAO und benachbarten Organisationen begangene Angriff auf Zapatisten.